# Seututie 733
Pour les articles homonymes, voir Route 733.
La route régionale 733 (finnois : Seututie 733) est une route régionale allant de Pernaa à Kauhava jusqu'à Karvala à Lappajärvi  en Finlande,.

## Parcours
- Kauhava
  - Pernaa
  - Kauhava
  - Jylhä
- Lappajärvi
  - Karvala

## Liaison transversale Vaasa-Lappajärvi
Les routes nationales 8 et 19 avec les routes régionales 725 et 733 forment une liaison transversale entre Vaasa et Karvala à Lappajärvi. 
La liaison emprunte les parties suivantes :
- : Vaasa-Kuni, Mustasaari
- : Kuni, Mustasaari-Ylihärmä, Kauhava
- : Ylihärmä, Kauhava-Pernaa, Kauhava
- : Pernaa, Kauhava-Karvala, Lappajärvi